# Daniel Dubuisson
Daniel Dubuisson (1950-) es un historiador francés de las religiones, especialista inicialmente en la India antigua y mitología indoeuropea comparada. Es director de investigación en el Centre national de la recherche scientifique (CNRS) y responsable del Institut de Recherches Historiques du Septentrion (IRHIS) de la Université Charles de Gaulle-Lille 3).
Su obra más reciente se dedica al estudio de los grandes mitólogos y antropólogos contemporáneos: Georges Dumézil, Mircea Eliade, Claude Lévi-Strauss.
En 2005, presentó una obra «iconoclasta» sobre Eliade (Impostures et pseudo-science -"imposturas y pseudociencia") donde se pretende establecer un vínculo entre la obra del intelectual rumano y su pasado fascista en los años treinta.

## Obras
- La Légende royale dans l'Inde ancienne. Rāma et le Rāmāyaṇa, préface de Georges Dumézil, Paris, Economica, « Histoire » 1986. ISBN 2-7178-1095-1
- Mythologies du XXe siècle. Dumézil, Lévi-Strauss, Eliade, Lille, Presses universitaires de Lille, « Racines & modèles », 1993 (traduit en italien, en roumain et en anglais). ISBN 2-85939-451-6
- Anthropologie poétique. Esquisses pour une anthropologie du texte, Louvain-la-Neuve, Peeters, « Bibliothèque des cahiers de l'institut de linguistique de Louvain », 1996. ISBN 90-6831-830-6
- L'Occident et la religion. Mythes, science et idéologie, Bruxelles-Paris, Éditions Complexe, « Les Dieux dans la cité », 1998 (traduit en anglais, USA). ISBN 2-87027-696-6
- (éd.), Dictionnaire des grands thèmes de l'Histoire des religions. De Pythagore à Lévi-Strauss, Bruxelles-Paris, Éditions Complexe, « Bibliothèque Complexe », 2004. ISBN 2-87027-847-0
- La sagesse de l'homme. Bouddhisme, paganisme, spiritualité chrétienne, Villeneuve-d'Ascq, Presses universitaires du Septentrion, « Mythes, imaginaires, religions », 2004 (traduit en italien). ISBN 2-85939-847-3
- Impostures et pseudo-science. L'oeuvre de Mircea Eliade, préface d'Isac Chiva, Villeneuve-d'Ascq, Presses universitaires du Septentrion, « Savoirs mieux», 2005. ISBN 2-85939-874-0